# 国際連合世界食糧計画
国際連合世界食糧計画（こくさいれんごうせかいしょくりょうけいかく、英語: United Nations World Food Programme、略称：WFP）は、食糧欠乏国への食糧援助と天災などの被災国に対して緊急援助を施し、経済・社会の開発を促進する国際連合の機関である。

## 概要
1961年に国際連合総会と国際連合食糧農業機関 (FAO) の決議により創設された。
常時20隻の船舶、70機の航空機、地上には5,000台のトラックを備え、必要とする場所へ食糧、その他の援助物資を輸送する。予算はすべて任意の拠出金による。各国政府のほか、個人や企業からの寄付金も募っており、認定特定非営利活動法人である国際連合世界食糧計画WFP協会（国連WFP協会）を通じインターネットからでも募金ができる。
ローマに本部を置き、36ヶ国で構成する運営委員会が政策を決定する。また6つの連絡事務所と6つの地域事務所の他、約80の現地事務所を置く。
毎年およそ80カ国の国々においておよそ8000万の人々を援助している。
援助物資の管理を行う国連人道支援物資備蓄庫と輸送を当する国連人道支援航空サービスがある。
2020年、ノーベル平和賞を受賞した。

## 支援活動中に発生した襲撃事件
- 2016年7月 - 南スーダンの首都、ジュバの倉庫が略奪者による襲撃を受け、4500トン以上の食糧や機材などが奪われた[9]。
- 2021年2月22日 - コンゴ民主共和国東部で活動していたWFPの2台の車が武装グループから襲撃を受けた。同行していたイタリア大使など3人が死亡[10]。
- 2021年12月28日 - スーダンの北ダルフール州エル＝ファーシルにある倉庫3棟が略奪者による襲撃を受け、食料5000トン、倉庫の骨組みまでが奪われた[11]。
- 2024年6月22日 - ミャンマーのラカイン州マウンドーの倉庫が略奪者による襲撃を受け、食料が奪われたほか倉庫が放火された[12]。
- 2024年8月28日 - ガザ地区で活動していたWFP車両が検問所に接近した際にイスラエル軍が発砲。少なくとも銃弾10発が車両に当たった[13]。

## 日本におけるWFP

### 支援
日本は国連WFP の主要拠出国の一つである。 2022年、日本国政府は265,125,622米ドルを拠出した。
また、2022年、国連WFP協会を通じて民間（企業・団体、個人等）からは4,372,908,156 円が寄付された。

### 職員
2023年5月末現在、58人の日本人の正規職員がアジア、アフリカなど世界各地の事務所に勤務している。

### 日本国内団体
日本国内には国連機関であるWFP国連世界食糧計画（国連WFP）日本事務所と、それを支援する認定NPO法人である国連WFP協会という二団体が存在する。
日本事務所
1996年10月、横浜市西区みなとみらいに開設された。日本政府との連絡・調整業務、企業や各種団体・NGOとの協力関係の推進、および広報活動を行う。
国連WFP協会
1999年1月に任意団体「日本WFP友好協会」として設立された。2003年、団体名称を「国際連合世界食糧計画WFP協会（通称:国連WFP協会）」に変更、2005年8月に認定NPO法人として認可された。
国連世界食糧計画を支援する認定NPO法人で、日本におけるWFP国連世界食糧計画の公式支援窓口である。 募金活動や、企業・団体との協力関係の推進、広報活動を行う。